# オナガー (投石機)

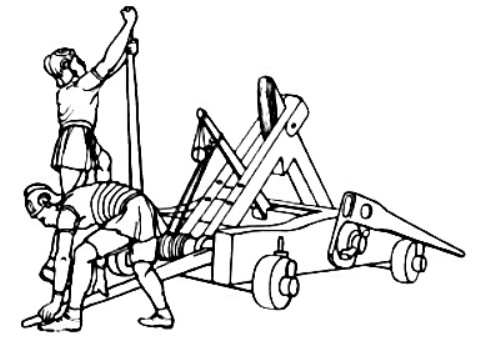
ディールズの『Antique technology』にあるオナガーのスケッチ図。

オナガーまたはオナゲル（ラテン語：onager）とはローマ帝国軍の攻城兵器である。
オナガーという名称は、この機械の射出動作がオナガー（オナゲル、onager）という野生のロバのそれに似ることに由来する。

## 概要
この兵器は、ねじり力を利用したカタパルトの一種で、通常、撃ち出すための力はねじられたロープから供給される。オナガーは地面に設置された大型のフレームから成り、前端には堅牢な木製の直立したフレームが頑丈に固定されていた。直立したフレームを通して一本の軸が通り、この軸には一本の堅固な橫木がついていた。
橫木の先端上側はスリングになっており、投射物を投げ放つのに用いられた。少数のオナガーは、古代の絵画で描写されたように、投射物を放つスリングの替わりとして、球状に成形されたバケットを用いた。
オナゲルの枠構造は丘のように曲がったオーク製の二本の梁で作られた。これらの梁は中央部に大きな穴が設けられており、そこでは強力な腱製の縄が牽引され、ねじられる。それから、長い支持腕が縄の束のあいだに挿入される。この支持腕の終端にはピンとポーチが設けられていた。これは袋に籾殻のみを詰め込み、きつく縛って固定した、大型の緩衝体に激突する。戦闘に際し、球形の石（しばしば、可燃物質を詰めた粘土の球体が用いられた。これは衝撃で爆発し、急速に炎上した）がポーチに入れられ、支持腕が巻き下げられる。それから、熟練した砲兵が槌でを打撃し、この強い衝撃で、前方の目標へ石が放たれた。
—マルケリヌス・アンミアヌス、ローマの史家
実際には、スポークや支持腕は、巻き上げ機で作動する縒られたロープや、他のスプリングからの張力によって押し下げられ、そして急速に解放された。荷重されたスリングは遠心力による加速を介して外方へ振られ、終端がスタッフ・スリングと同様に解放されると投射物が前方へ投げ放たれた。支持腕は緩衝用のパッドが付いた梁や床（とこ）で受け止められ、再びウィンチで巻き戻された。ローマ帝国のオナガーは城砦の包囲や攻略のとどめに主用された。これらはしばしば可燃性の物質でくるんだ巨大な石、岩を装備し、点火して用いた。
中世においては1200年ごろから記録があり、オナガーのより強力なバージョンが使用されたが、これらは投射体を保持するため、スリングの代わりに固定式の受け皿が用いられた。これは巨大な一発と対照的に、大量の小型投射物を投げることができた。この装置はしばしばマンゴネルと呼ばれたが、同じ名称が様々な型の攻城兵器に用いられた可能性がある。